# Aleksandr Dmitrenko
Pour les articles homonymes, voir Dmitrenko.
 (avril 2024).
La mise en forme du texte ne suit pas les recommandations de Wikipédia : il faut le « wikifier ».
Les points d'amélioration suivants sont les cas les plus fréquents. Le détail des points à revoir est peut-être précisé sur la page de discussion.
- Les titres sont pré-formatés par le logiciel. Ils ne sont ni en capitales, ni en gras.
- Le texte ne doit pas être écrit en capitales (les noms de famille non plus), ni en gras, ni en italique, ni en « petit »…
- Le gras n'est utilisé que pour surligner le titre de l'article dans l'introduction, une seule fois.
- L'italique est rarement utilisé : mots en langue étrangère, titres d'œuvres, noms de bateaux, etc.
- Les citations ne sont pas en italique mais en corps de texte normal. Elles sont entourées par des guillemets français : « et ».
- Les listes à puces sont à éviter, des paragraphes rédigés étant largement préférés. Les tableaux sont à réserver à la présentation de données structurées (résultats, etc.).
- Les appels de note de bas de page (petits chiffres en exposant, introduits par l'outil «  Source ») sont à placer entre la fin de phrase et le point final[comme ça].
- Les liens internes (vers d'autres articles de Wikipédia) sont à choisir avec parcimonie. Créez des liens vers des articles approfondissant le sujet. Les termes génériques sans rapport avec le sujet sont à éviter, ainsi que les répétitions de liens vers un même terme.
- Les liens externes sont à placer uniquement dans une section « Liens externes », à la fin de l'article. Ces liens sont à choisir avec parcimonie suivant les règles définies. Si un lien sert de source à l'article, son insertion dans le texte est à faire par les notes de bas de page.
- La présentation des références doit suivre les conventions bibliographiques. Il est recommandé d'utiliser les modèles {{Ouvrage}}, {{Chapitre}}, {{Article}}, {{Lien web}} et/ou {{Bibliographie}}. Le mode d'édition visuel peut mettre en forme automatiquement les références.
- Insérer une infobox (cadre d'informations à droite) n'est pas obligatoire pour parachever la mise en page.

Pour une aide détaillée, merci de consulter Aide:Wikification.
Si vous pensez que ces points ont été résolus, vous pouvez retirer ce bandeau et améliorer la mise en forme d'un autre article.
Aleksandr Dmitrenko (Moscou, 5 janvier 1988) (en russe : Александр Дмитренко) est un homme d'affaires et militant social russe qui vit à Barcelone depuis 2004. Il dirige la société Nave Magna de location, de vente et d'organisation de voyages en yachts de luxe, est président de l'association d'hommes d'affaires russo-catalans appelée « RussCat » et ambassadeur de la chambre de commerce et d'industrie de Barcelone auprès de la fédération de Russie.
En 2021, Dmitrenko a fait l'objet d'accusations publiques et infondées de la part des médias espagnols d'« espionnage au profit de la Russie » par les médias espagnols et le New York Times. Dmitrenko a nié ces accusations et se considère comme un « leader turc de conspirations paranoïaques qui cherchent à dissimuler sous un écran de fumée d'autres problèmes graves de la société politique catalane et espagnole ».

## Biographie

### Premières années
Alexandre Dmitrenko est né le 5 janvier 1988 à Moscou. Les parents - Alexei Nikolaevich et Oksana Vladimirovna - ingénieurs et économistes, travaillaient dans la société ZIL à Moscou. Plus tard, son père était membre de la direction de l'usine de Moscou « Calibre », sa mère enseignait à l'école. En 2004, Dmitrenko est diplômé de l'école n°1. 96 de Moscou en tant qu'étudiant externe et est entré la même année à l'Institut des langues étrangères de Moscou à la faculté de philologie anglaise. En deuxième année, il a commencé à étudier l'espagnol comme langue supplémentaire et a enseigné l'anglais à l'Escola-Liceu Econòmic Lingüístic.
En tant qu'étudiant à l'Institut des langues étrangères de Moscou, il a enseigné de 2006 à 2007 la physique en anglais à l'université russe de l'Amitié des Peuples. En 2007, il rejoint l'université de Barcelone et obtient son diplôme en philologie en 2010. En 2011, il a obtenu le titre de « master en droit civil » à l'université Camilo José Cela de Madrid.

### Carrière
Depuis 2016, elle organise des journées pour développer le potentiel des femmes entrepreneurs  qui se sont installées en Espagne dans le but de soutenir l'émancipation et la socialisation financière des immigrés.
En 2018-2019, Dmitrenko a initié la création d'une succursale du centre d'innovation russe Skolkovo dans la province de Barcelone. L'objectif principal du projet était de développer le partenariat hispano-russe et d'attirer des spécialistes étrangers vers des projets russes innovants. L'initiative a été convenue avec l'organisation responsable du Centre d'innovation représentée par Arkadi Dvorkovich, alors président de la Fondation Skolkovo, mais elle n'a pas trouvé le soutien de l'ambassade de Russie au Royaume d'Espagne.
Depuis 2017, Dmitrenko est ambassadeur de la Chambre de commerce et d'industrie de Barcelone auprès de la fédération de Russie , membre de l'Association internationale de police (IPA), organe consultatif spécial d'Interpol et de l'UNESCO. Dmitrenko dirige également l'agence de recouvrement spécialisée DA+ et le fonds d'investissement privé AA+, et est le fondateur de la banque européenne SeaPay, qui opère dans le domaine du soutien financier à l'industrie maritime.

### Accusations de soutien à l'indépendance catalane
Le 3 septembre 2021, Dmitrenko a été au centre de la polémique car il était considéré comme un « espion » et le contact de Josep Lluís Alay, alors chef de cabinet du président de la Generalitat Carles Puigdemont, avec la Russie dans un article du New York Times signé par Michael Schwirtz. Dans cet article, il était lié à l'opération Volkhov, dans laquelle il aurait recherché une assistance technique et financière de la Russie pour le processus d'indépendance. En 2019, dans le cadre des événements de la chambre de commerce et d'industrie de Barcelone, Dmitrenko a accompagné Alay lors de voyages à Moscou, où il a donné plusieurs conférences au GAUGN et au MGIMO (au cours desquelles il s'est entretenu avec le corps enseignant, dont certains représentants étaient auparavant des employés des services spéciaux russes), et ont rencontré le député de l'époque à la Douma d'État de la fédération de Russie, Eugène Primakov.
Dmitrenko a nié ces accusations et se considère comme un « leader turc de conspirations paranoïaques qui cherchent à dissimuler sous un écran de fumée d'autres problèmes graves de la société politique catalane et espagnole ». En outre, il a assuré qu'il s'était concentré uniquement sur la création d'une association d'entreprises pour relier les marchés russe et catalan, et sur la proposition de « mémorandums d'accords » à la chambre de commerce de Barcelone.